# Tell Shemsharah
Tell Shemsharah es un yacimiento arqueológico asirio localizado en el río Pequeño Zab, en la gobernación de Solimania, al noreste de Irak.

## Historia
La excavación danesa fue dirigida por el profesor Harold Ingholt, que también excavó el montículo de la ciudadela de Hama, y Jørgen Læssøe. Fue fundada por la Fundación Carlsberg y el Danish Government Foundation for the Promotion of Research. La excavación se continuó en 1958 y 1959 por los arqueólogos iraquíes del State Board of Antiquities and Heritage (SBAH) bajo la dirección de Abd al-Qadir at-Tekrîti. Los objetos encontrados durante la excavación se distribuyeron entre el Museo Nacional de Irak y el Museo Nacional de Dinamarca. Los materiales prehistóricos de las líneas de Hassuna y la mayoría de los archivos del segundo milenio a. C. han sido publicados.
En 2012, el equipo del Nederlands Instituut voor het Nabije Oosten y del Central Zagros Archaeological Project (CZAP) dirigieron nuevas investigaciones sobre el yacimiento como parte de un proyecto centrado en Ranya Plain.

## Entorno
El primer montículo tiene un diámetro de 60 metros (196,9 pies) y una altura de 19 metros (62,3 pies), mientras que la altura mínima es de 270 metros (885,8 pies) de longitud y 6 metros (19,7 pies) de altura. Tell Shemshara está sumergida parcialmente bajo el lago Dukan.